# First Division 1986-1987
La First Division 1986-1987 è stata la 88ª edizione della massima serie del campionato inglese di calcio, disputato tra il 23 agosto 1986 e l'11 maggio 1987 e concluso con la vittoria dell'Everton, al suo nono titolo.
Capocannoniere del torneo è stato Clive Allen (Tottenham) con 33 reti.

## Stagione

### Novità
Al posto delle retrocesse Ipswich Town, Birmingham City e West Bromwich sono saliti dalla Second Division il Norwich City, il Charlton e, per la prima volta nella sua storia, il Wimbledon FC.

### Formula
Al fine di arrivare a 20 squadre nel giro di due stagioni, venne introdotto un sistema delle retrocessioni che predeva la retrocessione diretta delle ultime tre, mentre la quartultima avrebbe affrontato uno spareggio con la vincente dei play-off di Second Division.

### Avvenimenti
Il campionato vide subito in testa il West Ham Utd, che vincendo le prime due partite si portò al primo posto in solitaria. Dopo due giornate fu il neopromosso Wimbledon FC a prendere il posto degli Hammers, inseguito dal Liverpool campione in carica e dal Nottingham Forest. Quest'ultimo si staccò dalla vetta alla settima giornata e condusse la classifica fino alla quattordicesima giornata, tallonato dal Norwich City che alla decima giornata prese provvisoriamente il comando della classifica. Al quindicesimo turno l'Arsenal, rinnovato dall'avvento in panchina di George Graham, prese la vetta in solitaria e allungò sulle inseguitrici, concludendo il girone di andata a +4 dall'Everton, rimasto finora a ridosso della vetta.
All'inizio del girone di ritorno l'Arsenal allungò di un punto il vantaggio sull'Everton, ma subito dopo accusò un calo permettendo la rimonta dei Toffees, che alla ventiseiesima giornata superarono i Gunners e tentarono la fuga inseguiti dai rivali del Liverpool. I Reds rimontarono lo svantaggio sulla capolista, prendendo la testa della classifica alla trentesima giornata, ma l'Everton recuperò la vetta dopo quattro giornate e allungò sui rivali acquisendo un vantaggio sufficiente ad assicurarsi la vittoria del campionato con due giornate di anticipo.
A fondo classifica un Aston Villa in crisi retrocesse alla penultima giornata. Al turno successivo invece fu condannato il Manchester City, assieme al Leicester City, superato dal neopromosso Charlton che dovette disputare i play-off promozione-salvezza contro il Leeds Utd, introdotti per ravvivare un poco una classifica senza più piazzamenti europei, vincendoli. Questo comportò una promozione in meno, perciò il campionato successivo fu disputato da 21 squadre.
Anche nel 1987 nessuna squadra inglese si qualificò per le competizioni europee a causa del bando deciso dalla UEFA in seguito alla strage dell'Heysel.

## Squadre partecipanti
| Club              | Stagione | Città               | Stadio            | Stagione precedente                   |
| ----------------- | -------- | ------------------- | ----------------- | ------------------------------------- |
| Arsenal           | dettagli | Londra              | Arsenal Stadium   | 7º posto in First Division            |
| Aston Villa       | dettagli | Birmingham          | Villa Park        | 16º posto in First Division           |
| Charlton          | dettagli | Londra              | Selhurst Park     | 2º posto in Second Division, promosso |
| Chelsea           | dettagli | Londra              | Stamford Bridge   | 6º posto in First Division            |
| Coventry City     | dettagli | Coventry            | Highfield Road    | 17º posto in First Division           |
| Everton           | dettagli | Liverpool           | Goodison Park     | 2º posto in First Division            |
| Leicester City    | dettagli | Leicester           | Filbert Street    | 19º posto in First Division           |
| Liverpool         | dettagli | Liverpool           | Anfield           | 1º posto in First Division            |
| Luton Town        | dettagli | Luton               | Kenilworth Road   | 9º posto in First Division            |
| Manchester City   | dettagli | Manchester          | Maine Road        | 15º posto in First Division           |
| Manchester Utd    | dettagli | Manchester          | Old Trafford      | 4º posto in First Division            |
| Newcastle Utd     | dettagli | Newcastle upon Tyne | St James Park     | 11º posto in First Division           |
| Norwich City      | dettagli | Norwich             | Carrow Road       | 1º posto in Second Division, promosso |
| Nottingham Forest | dettagli | Nottingham          | City Ground       | 8º posto in First Division            |
| Oxford Utd        | dettagli | Oxford              | Manor Ground      | 18º posto in First Division           |
| QPR               | dettagli | Londra              | Loftus Road       | 13º posto in First Division           |
| Sheffield Weds    | dettagli | Sheffield           | Hillsborough Park | 5º posto in First Division            |
| Southampton       | dettagli | Southampton         | The Dell          | 14º posto in First Division           |
| Tottenham         | dettagli | Londra              | White Hart Lane   | 10º posto in First Division           |
| Watford           | dettagli | Watford             | Vicarage Road     | 12º posto in First Division           |
| West Ham Utd      | dettagli | Londra              | Boleyn Ground     | 3º posto in First Division            |
| Wimbledon FC      | dettagli | Londra              | Plough Lane       | 3º posto in Second Division, promosso |

## Classifica finale
|       | Pos. | Squadra           | Pt | G  | V  | N  | P  | GF | GS | DR  |
| ----- | ---- | ----------------- | -- | -- | -- | -- | -- | -- | -- | --- |
|       | 1.   | Everton           | 86 | 42 | 26 | 8  | 8  | 76 | 31 | +45 |
|       | 2.   | Liverpool         | 77 | 42 | 23 | 8  | 11 | 72 | 42 | +30 |
|       | 3.   | Tottenham         | 71 | 42 | 21 | 8  | 13 | 68 | 43 | +25 |
| [ 4 ] | 4.   | Arsenal           | 70 | 42 | 20 | 10 | 12 | 58 | 35 | +23 |
|       | 5.   | Norwich City      | 68 | 42 | 17 | 17 | 8  | 53 | 51 | +2  |
|       | 6.   | Wimbledon FC      | 66 | 42 | 19 | 9  | 14 | 57 | 50 | +7  |
|       | 7.   | Luton Town        | 66 | 42 | 18 | 12 | 12 | 47 | 45 | +2  |
|       | 8.   | Nottingham Forest | 65 | 42 | 17 | 14 | 11 | 58 | 45 | +13 |
|       | 9.   | Watford           | 63 | 42 | 18 | 9  | 15 | 67 | 54 | +13 |
| [ 5 ] | 10.  | Coventry City     | 63 | 42 | 17 | 12 | 13 | 50 | 45 | +5  |
|       | 11.  | Manchester Utd    | 56 | 42 | 14 | 14 | 14 | 52 | 45 | +7  |
|       | 12.  | Southampton       | 52 | 42 | 14 | 10 | 18 | 69 | 68 | +1  |
|       | 13.  | Sheffield Weds    | 52 | 42 | 13 | 13 | 16 | 58 | 59 | -1  |
|       | 14.  | Chelsea           | 52 | 42 | 13 | 13 | 16 | 53 | 64 | -11 |
|       | 15.  | West Ham Utd      | 52 | 42 | 14 | 10 | 18 | 52 | 67 | -15 |
|       | 16.  | QPR               | 50 | 42 | 13 | 11 | 18 | 48 | 64 | -16 |
|       | 17.  | Newcastle Utd     | 47 | 42 | 12 | 11 | 19 | 47 | 65 | -18 |
|       | 18.  | Oxford Utd        | 46 | 42 | 11 | 13 | 18 | 44 | 69 | -25 |
|       | 19.  | Charlton          | 44 | 42 | 11 | 11 | 20 | 45 | 55 | -10 |
|       | 20.  | Leicester City    | 42 | 42 | 11 | 9  | 22 | 54 | 76 | -22 |
|       | 21.  | Manchester City   | 39 | 42 | 8  | 15 | 19 | 36 | 57 | -21 |
|       | 22.  | Aston Villa       | 36 | 42 | 8  | 12 | 22 | 45 | 79 | -34 |

Legenda:
      Campione d'Inghilterra.
  Partecipa al play-off interdivisionale.
      Retrocesse in Second Division 1987-1988.
Regolamento:
Tre punti a vittoria, uno a pareggio, zero a sconfitta.
A parità di punti le squadre venivano classificate secondo la differenza reti.
Note:
Nessuna squadra si qualifico alle coppe europee per effetto del bando dei club inglesi deciso dalla UEFA in seguito alla strage dell'Heysel.

## Spareggio

### Play-off interdivisionali
I play-off, disputati con la formula dell'andata e del ritorno, terminarono in parità. Si rese quindi necessaria un'ulteriore partita di spareggio.
Il Charlton mantenne la categoria a discapito del Leeds Utd.
|           | Risultati |           | Luogo e data               |
| --------- | --------- | --------- | -------------------------- |
| Charlton  | 1-0       | Leeds Utd | Londra, 23 maggio 1987     |
| Leeds Utd | 1-0       | Charlton  | Leeds, 25 maggio 1987      |
|           |           |           |                            |
| Charlton  | 2-1 (dts) | Leeds Utd | Birmingham, 29 maggio 1987 |
|           |           |           |                            |

## Statistiche

### Squadre

#### Capoliste solitarie
Fonte:
|    | —— | —— | —— | ——  | —— | ——       | ——       | —— | ——  | ——                | ——                | ——                | ——      | ——      | ——      | ——      | ——      | ——      | ——      | ——      | ——      | ——      | ——      | ——      | ——      | ——  | ——  | ——  | ——  | ——        | ——        | ——  | ——      | ——      | ——      | ——      | ——      | ——      | ——      | ——      | ——      | —— |  |
|    | WH |    |    | Wim |    | Nottin F | Nottin F |    | Nor | Nottingham Forest | Nottingham Forest | Nottingham Forest | Arsenal | Arsenal | Arsenal | Arsenal | Arsenal | Arsenal | Arsenal | Arsenal | Arsenal | Arsenal | Arsenal | Arsenal | Arsenal | Eve |     | Eve |     | Liverpool | Liverpool |     | Everton | Everton | Everton | Everton | Everton | Everton | Everton | Everton | Everton |    |  |
|    |    |    |    |     |    |          |          |    |     |                   |                   |                   |         |         |         |         |         |         |         |         |         |         |         |         |         |     |     |     |     |           |           |     |         |         |         |         |         |         |         |         |         |    |  |
|    |    |    |    |     |    |          |          |    |     |                   |                   |                   |         |         |         |         |         |         |         |         |         |         |         |         |         |     |     |     |     |           |           |     |         |         |         |         |         |         |         |         |         |    |  |
| 1ª | 2ª | 3ª | 4ª | 5ª  | 6ª | 7ª       | 8ª       | 9ª | 10ª | 11ª               | 12ª               | 13ª               | 14ª     | 15ª     | 16ª     | 17ª     | 18ª     | 19ª     | 20ª     | 21ª     | 22ª     | 23ª     | 24ª     | 25ª     | 26ª     | 27ª | 28ª | 29ª | 30ª | 31ª       | 32ª       | 33ª | 34ª     | 35ª     | 36ª     | 37ª     | 38ª     | 39ª     | 40ª     | 41ª     | 42ª     |    |  |

#### Primati stagionali
- Maggior numero di vittorie: Everton (26)
- Minor numero di sconfitte: Everton, Norwich City (8)
- Migliore attacco: Everton (76 goal fatti)
- Miglior difesa: Everton (31 reti subite)
- Miglior differenza reti: Everton (+45)
- Maggior numero di pareggi: Norwich City (17)
- Minor numero di pareggi: Everton, Liverpool, Tottenham (8)
- Maggior numero di sconfitte: Leicester City, Aston Villa (22)
- Minor numero di vittorie: Manchester City, Aston Villa (8)
- Peggior attacco: Manchester City (36 reti segnate)
- Peggior difesa: Aston Villa (79 reti subite)
- Peggior differenza reti: Aston Villa (-34)

### Individuali

#### Classifica marcatori
Fonte:
| Gol | Rigori |  | Giocatore      | Squadra                    |
| --- | ------ |  | -------------- | -------------------------- |
| 33  | 3      |  | Clive Allen    | Tottenham                  |
| 30  |        |  | Ian Rush       | Liverpool                  |
| 23  | 4      |  | Tony Cottee    | West Ham Utd               |
| 20  |        |  | Colin Clarke   | Southampton                |
| 19  |        |  | Lee Chapman    | Sheffield Wednesday        |
| 19  | 9      |  | Martin Hayes   | Arsenal                    |
| 17  | 5      |  | John Aldridge  | Oxford (15), Liverpool (2) |
| 17  |        |  | Alan Smith     | Leicester City             |
| 16  |        |  | Kevin Drinkell | Norwich City               |
| 15  | 1      |  | Gary Bannister | QPR                        |
| 14  |        |  | Mark Falco     | Watford FC                 |
| 14  |        |  | James Melrose  | Charlton                   |
| 14  |        |  | Neil Webb      | Nottingham Forest          |